# KGHM Polska Miedź
KGHM Polska Miedź S.A. eller KGHM er et polsk multinationalt metal- og mineselskab. De har hovedkvarter i Lubin. Virksomheden blev etableret i 1991 som et statsejet selskab, og i 1997 blev virksomheden børsnoteret på Warsaw Stock Exchange. KGHM har 9 miner i Polen, Canada, USA og Chile, desuden arbejder de på 4 nye mineprojekter. Deres mineraler og metaller omfatter kobber, kobbersulfat, guld, sølv, nikkel, nikkelsulfat, molybdæn, rhenium, bly, svovlsyre, selen og platin.